# Jenštejnové
Páni z Jenštejna a Vlašimi jsou vymřelý středověký český šlechtický rod erbu supích hlav, který nebyl příbuzný s rodem Jankovských z Vlašimi, odlišného erbu orlice.

## Historie
Rod pánů z Jenštejna založil bohatý pražský měšťan a notář královské komory Pavel, bratr druhého pražského arcibiskupa Jana Očka z Vlašimi (+1380). V roce 1368 zakoupil hrad Jenštejn severovýchodně od Prahy a téhož roku se poprvé psal Pavel z Jenštejna. Koupený hrad záhy dostavěl.

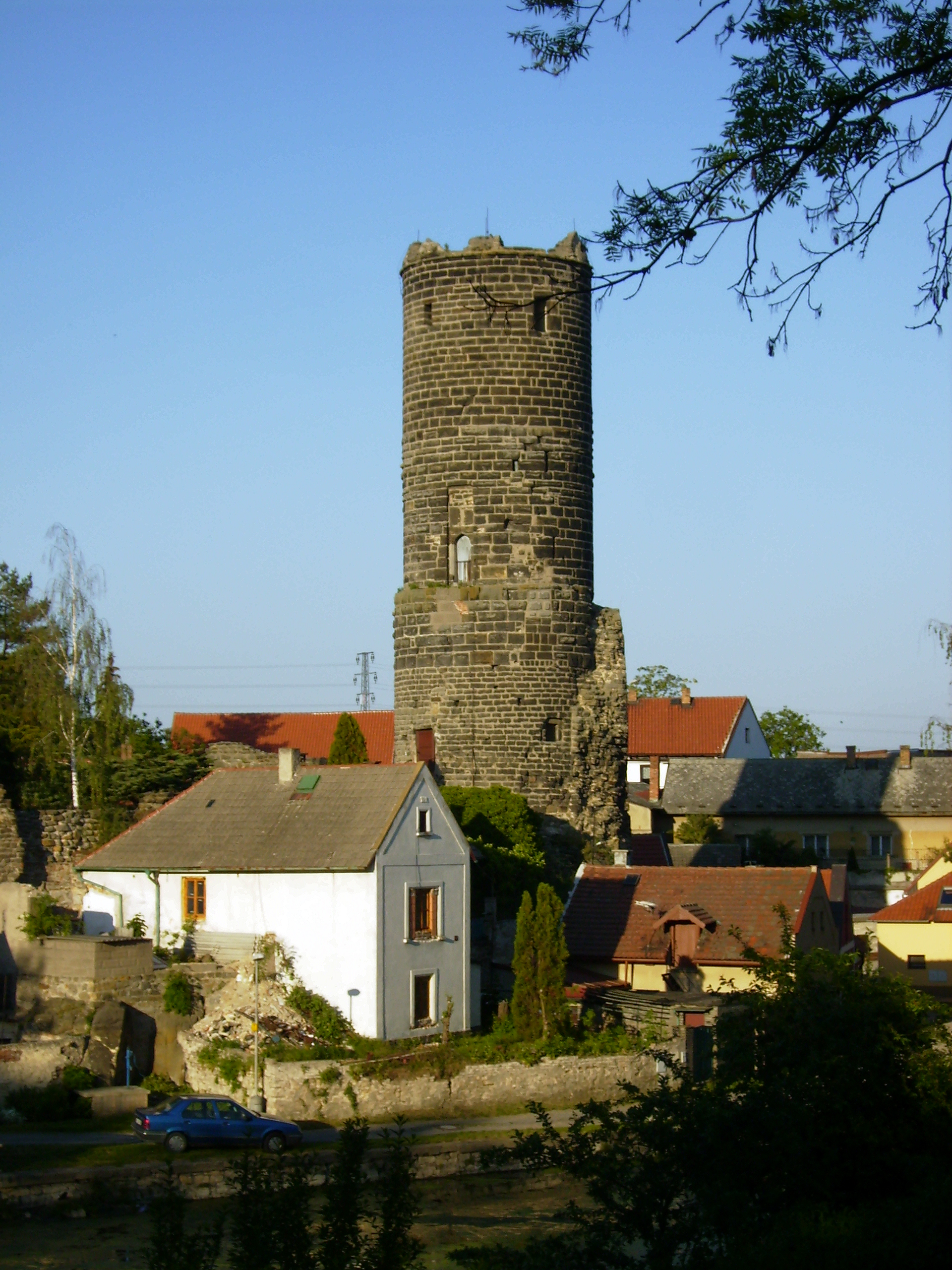
Zbytky hradu Jenštejna

Zmíněný Pavel měl syna Jana. Jan z Jenštejna (1350–1400) přes své mládí díky otcovu bohatství a stykům získal četné církevní prebendy. Studoval v Praze, Padově, Bologni, Montpellieru a Paříži, kde měl možnost seznámit se s předními osobnostmi tehdejšího církevního i duchovního života. Jako majitel obročí podepisoval dlužní úpisy a žil rozverným životem. V pětadvaceti letech se stal míšeňským biskupem, roku 1378 pražským arcibiskupem. Působil též jako kancléř Václava IV. S mocí přišli i mocní nepřátelé, s církevními hodnostáři se navzájem uvrhal do klatby[nepřesný odkaz]. Na krále vznesl žalobu u papeže, když ji ten nevyslyšel, vzdal se Jan roku 1396 arcibiskupského postu. Během následujícího roku se vydal na cestu do Říma, kde o tři roky později zemřel.
Hrad Jenštejn ztratil Jan již roku 1390, tehdy se jej zmocnil Zikmund Huler. Majitelé hradu se pak rychle střídali, v letech 1583–1597 hrad již nebyl obýván a zchátral.

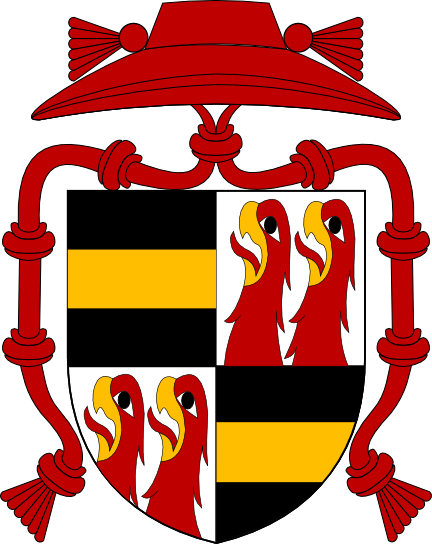
Čtvrcený kardinálský znak arcibiskupa Jana Očka z Vlašimi, spojující znak pražského arcibiskupství (břevno) s rodovým erbem (supími hlavami) Jenštejnů z Vlašimi.

Jan měl sourozence Martina, Pavla, Václava, Kateřinu a Annu. O Martinovi se prameny zmiňují naposledy v roce 1380; je možné, že zemřel dříve než Jan. Václav se dal na církevní dráhu, Anna byla řeholnicí v klášteře svaté Kateřiny na Novém Městě pražském a Kateřina se provdala za Menharta Olbramova ze Škvorce. Janův bratr Pavel měl syna, díky němu rod Jenštejnů z Vlašimi pokračoval a vymřel po meči až počátkem 16. století na Moravě, kde poslední členové rodu drželi hrad Úsov a poslední Jiří z Vlašimi na Úsově byl v letech 1516–1520 podkomořím markrabství moravského.

## Erb

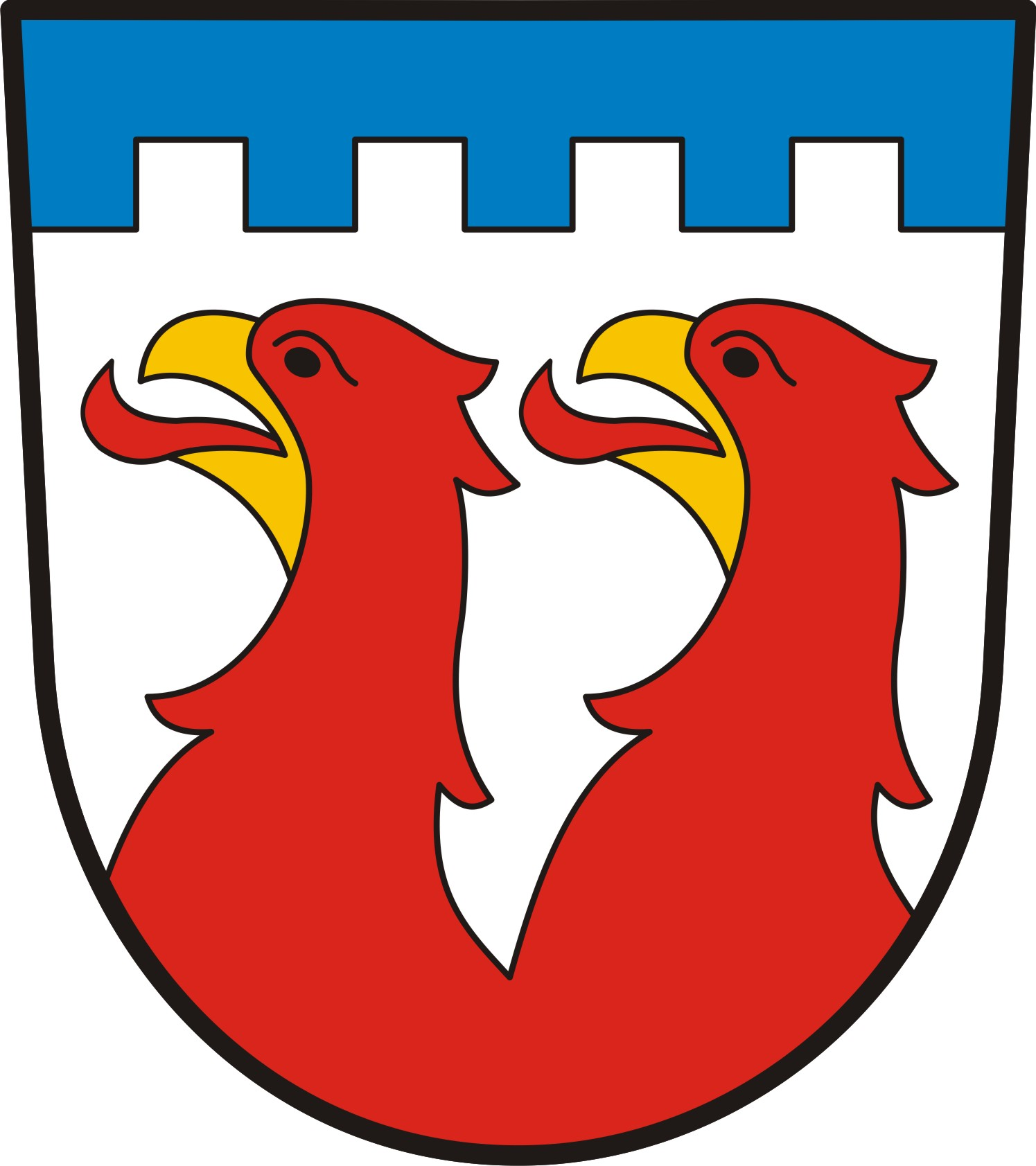
Znak obce Jenštejn vcházející z erbu Jenštejnů a symboliky hradu.

Ve stříbrném čili bílém štítě dvě červené supí hlavy. V roce 1615 připojili toto erbovní znamení (supí hlavy) vymřelých Jenštejnů z Vlašimi ke svému rodovému erbu (orlice) Jankovští z Vlašimi ve čtvrceném štítě (při povýšení do panského stavu), na základě stejnojmenného predikátu z Vlašimi.